# Tsultrim Gyatso
10e dalaï-lama
Lungtok Gyatso Khendrup Gyatso
Tsultrim Gyatso (25 avril 1816 – 30 septembre 1837) est le 10e dalaï-lama (tibétain : ཚུལ་ཁྲིམས་རྒྱ་མཚོ་, Wylie : Tshul-khrims rgya-matsho). Mort à 21 ans, il n'exerça aucune fonction politique.

## Biographie
Tsultrim Gyatso est né en 1816 à Litang dans la province du Kham, connu alors sous le nom de Dokham, au Tibet. Son père se dénomme Lobsang Nyendak et sa mère Namgyal Bhuti.
Demo Rinpoché, Ngawang Lobsang Thubten Jigme Gyatso, régent du Tibet de 1811 jusqu'à sa mort en 1819, initie la recherche de la réincarnation du 9e dalaï-lama. Cinq candidats émergent, et il n'en reste rapidement plus que trois. Le régent penche pour le candidat de Lithang. Ne sachant ce qu'en pense l'empereur de la dynastie Qing, le régent persuade l'amban de lui écrire pour demander que de nouveau urne d'or de 1793 ne soit pas utilisée. L'empereur répond par une lettre qui arrive en avril 1819 à Lhassa, lui demandant d'oser venir à Pékin, menaçant de l'arrêter et de le punir. Mais le régent est alors déjà mort de la variole.
En 1822, Tsultrim Gyatso est reconnu comme la réincarnation du 9e dalaï-lama, malgré les querelles entre Pékin et Lhassa sur ce choix.
Après l’identification, Lobsang Nyendak a reçu un titre et le domaine de Yutok, initiant la famille noble tibétaine Yutok.
Il est intronisé dans le palais du Potala et reçoit les vœux de moine novice du 7e panchen-lama, Palden Tenpai Nyima, qui lui donne son nom religieux (Tsultrim Gyatso). En 1826, à l'âge de dix ans, il rejoint le monastère de Drepung où il étudié des textes philosophiques bouddhistes et parvint à maîtriser les sutras et les tantras.
Après être devenu le chef de l'État tibétain en 1830, il a reconstruit le palais du Potala en 1831 et à l'âge de 19 ans, il a pris les vœux complets de Gelong du 7e panchen-lama. Le 10e Dalaï-lama a été confiné pour "prévenir une maladie" en 1834
Il était le deuxième de quatre Dalaï-lamas qui sont morts de maladies à un jeune âge, suivant directement les demandes des Qing d'utiliser leur système de loterie par urne. Plusieurs spécialistes pensent que l'empoisonnement des amban Qing est responsable de ces décès. Malgré les précautions, le 10e Dalaï-lama est mort en 1837. Selon d'une source chinoise, il est mort à la suite de l'effondrement d'un plafond du Potala : « [U]ne source chinoise a déclaré sans équivoque qu'elle n'avait pas été causée par une maladie mais par l'effondrement inexpliqué d'un des plafonds du Potala sur lui alors qu'il dormait. [Depuis, l'historien W.W.Rockhill] basant son récit sur un ensemble de documents adressés à l'empereur de Chine 40 ans plus tard... ».